# Schemnitzer Berge
Koordinaten: 48° 25′ N, 19° 0′ O

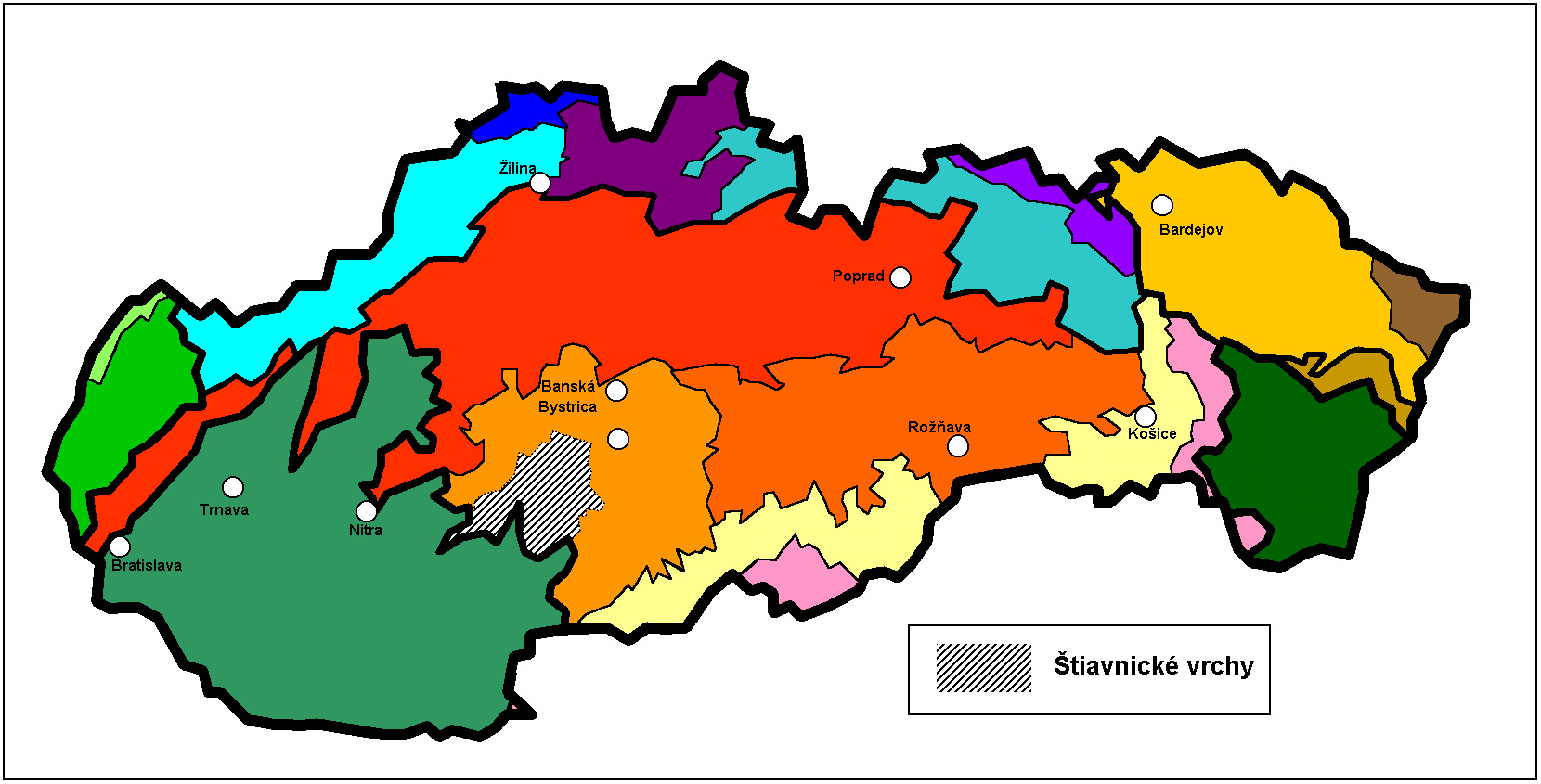
Die Schemnitzer Berge innerhalb der Geomorphologischen Einteilung der Slowakei

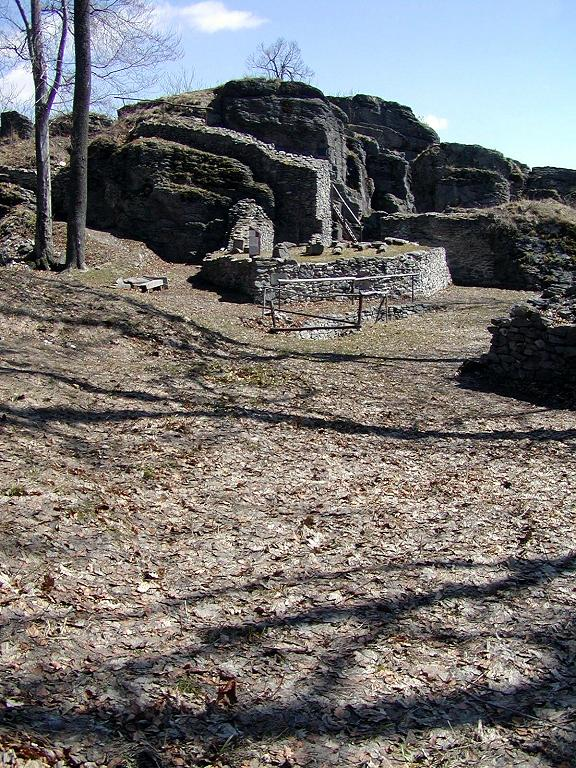
Burg Sitno

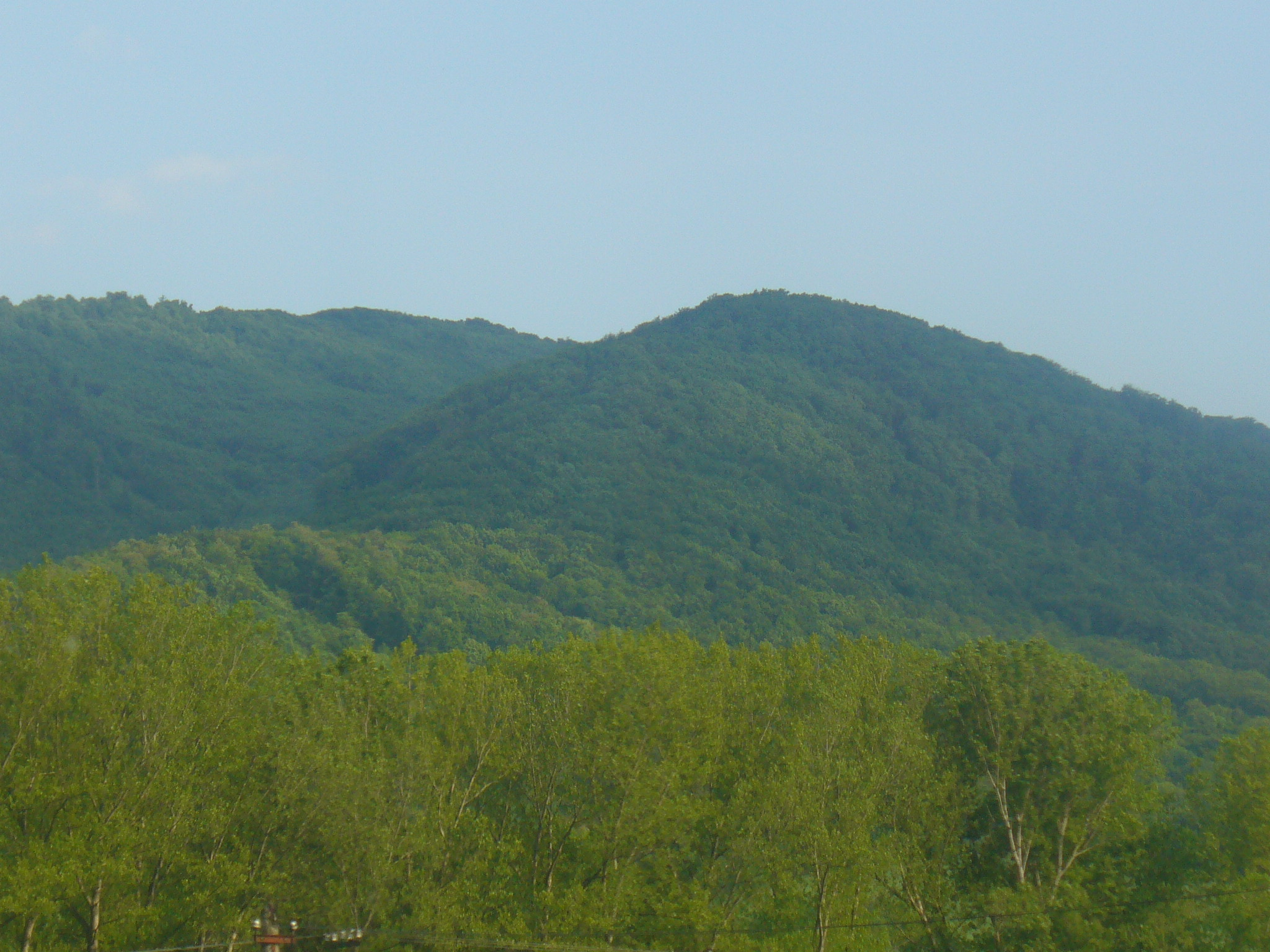
Schemnitzer Berge

Die Schemnitzer Berge (slowakisch Štiavnické vrchy) sind ein Mittelgebirge vulkanischen Typs in der Slowakei.
Sie gehören zu den Westkarpaten und bilden einen Teil des Slowakischen Mittelgebirges.
Das Gebiet erstreckt sich um die Stadt Banská Štiavnica (deutsch Schemnitz), woher es auch seinen Namen hat und war im Mittelalter eines der großen Erzvorkommen im damaligen Oberungarn. Im Süden beginnt es am Nordrand des Donauhügellandes und der Krupinská planina sowie der Pliešovská kotlina im Osten;  im Norden und Westen wird das Gebiet durch den Lauf des Hron (deutsch Gran) begrenzt, dahinter schließen sich die Kremnitzer Berge, das Vogelgebirge und der Pohronský Inovec an.
Von Osten nach Westen lässt es sich in folgende Teile gliedern:
- Skalka
- Sitnianska vrchovina
- Sitnianske predhorie
- Kozmálovské vŕšky
- Hodrušská hornatina

Dazwischen erstrecken sich noch folgende Erosionseinschnitte:
- Vyhnianska brázda
- Štiavnická brázda
- Prenčovská kotlina.

Das Gebirge ist großteils bewaldet und ist durch überwiegend tief eingeschnittene Täler und ziemlich steile Hänge gekennzeichnet. Einige Flüsse wie die Štiavnica (Schemnitz), die Sikenica oder Jasenica entwässern das Gebiet in Hron und Ipeľ. Der höchste Punkt ist der Berg Sitno mit 1009 Metern über dem Meeresspiegel.
Fast alle Teile sind als Landschaftsschutzgebiet Štiavnické vrchy geschützt.